# Phytomyza anserimontis
Phytomyza anserimontis este o specie de muște din genul Phytomyza, familia Agromyzidae, descrisă de Griffiths în anul 1976.
Este endemică în Alberta. Conform Catalogue of Life specia Phytomyza anserimontis nu are subspecii cunoscute.